# بگنوی‌اشتات
شهر برگ نوی‌اشتات در ایالت نوردراین-وستفالن در کشور آلمان واقع شده است.